# Andrena nigroviridula
Andrena nigroviridula är en biart som beskrevs av Dours 1873. Andrena nigroviridula ingår i släktet sandbin, och familjen grävbin. Inga underarter finns listade i Catalogue of Life.